# Jan Lokin
Johannes Henricus Antonius (Jan) Lokin (Ommen, 21 februari 1945 – Groningen, 19 juni 2022) was een Nederlands hoogleraar in de rechtsgeschiedenis, in het bijzonder Romeins recht aan de Rijksuniversiteit Groningen (RuG).

## Biografie
Lokin studeerde rechten aan de Rijksuniversiteit Leiden en de Rijksuniversiteit Groningen en studeerde af in 1967, waarna hij ging werken als wetenschappelijk medewerker aan de RuG. Hij promoveerde in 1973 bij H.J. Scheltema, die hij in 1977 opvolgde als hoogleraar Romeins recht aan de Groninger universiteit.
Lokin was lid van de KNAW en was een termijn voorzitter van de Nederlandse Juristen-Vereniging. Ook was hij twee jaar voorzitter van het internationale Dickens Fellowship. Hij schreef een veelgebruikt studieboek over het Romeinse privaatrecht, getiteld Prota: Vermogensrechtelijke leerstukken aan de hand van Romeinsrechtelijke teksten. Samen met zijn Leidse collega Willem Zwalve schreef hij daarnaast ook Hoofdstukken uit de Europese codificatiegeschiedenis.
Lokin gaf zijn laatste college rechtsgeschiedenis op 1 december 2009 aan Rijksuniversiteit van Groningen in de bioscoop Pathé. Daarna ging hij met emeritaat. 
In 1978 trouwde Lokin met Pia Sassen met wie hij zes kinderen kreeg; alle zes zijn afgestudeerd jurist.
Lokin overleed op 77-jarige leeftijd.

## Nevenfuncties
- Voorzitter van de Dickens Fellowship, gewijd aan Charles Dickens
- Lid van de Koninklijke Nederlandse Akademie van Wetenschappen (KNAW)